# Europiella consors
Europiella consors är en insektsart som först beskrevs av Philip Reese Uhler 1895.  Europiella consors ingår i släktet Europiella och familjen ängsskinnbaggar. Inga underarter finns listade i Catalogue of Life.